# Benny Loves You
Benny Loves You è un film del 2019 diretto da Karl Holt.
Pellicola di genere commedia dell'orrore in cui il regista Karl Holt è anche un protagonista, sceneggiatore, produttore e montatore.

## Trama
La viziatissima Ashley pretende che sua madre le dia la bambola che le ha regalato per il compleanno un giorno prima della festa. In fissa col nuovo balocco, getta via il suo orsacchiotto preferito, il quale quella notte si anima e inizia a terrorizzarla. La madre inizialmente non le crede, arriva perfino a darle uno schiaffo per la prima volta per farla stare zitta, per poi ritrovarsi davanti al cadavere della bambina.
La storia si sposta su Jack, un trentacinquenne che vive ancora come se fosse un ragazzino: accudito e viziato dai genitori, non ha una vita sociale e i giocattoli sono ancora tutta la sua vita, anche perché lavora come vicedirettore creativo in un'azienda produttrice di giocattoli. I suoi genitori sono morti in circostanze fortuite nel giorno del suo compleanno e, da allora, tutto sembra andare male: l'uomo non riesce a legarsi alla collega Dawn nonostante il manifesto interesse della donna verso di lui e, soprattutto, il suo capo Ron inizia a umiliarlo costantemente sul lavoro e decide di retrocederlo per dare il suo posto all'odioso Richard. Nel frattempo l'uomo rischia anche di perdere la sua casa in quanto in ritardo su alcuni pagamenti precedentemente pattuiti con la banca. Deciso a cambiare per sempre l'andamento della sua vita, l'uomo decide di buttare via tutti i giocattoli con cui è cresciuto: tra questi c'è anche Benny, il suo preferito di sempre, nonché regalo di sua madre.
Dopo essere stato gettato via, Benny tuttavia si anima e compie una strage degli altri giocattoli, evento che spinge Jack a contattare la polizia scatenando l'ilarità degli agenti. Compreso quanto accaduto, l'uomo ne ricava una brillante idea che gli permette di riappropriarsi del suo vecchio ruolo al lavoro: in questo frangente le cose iniziano ad andare per il meglio, tuttavia Benny alza la posta in gioco iniziando a uccidere le persone ostili a Jack, incluso il suo capo. Quando il pupazzo inizia ad aggredire anche le persone a lui amiche, geloso del ruolo che potrebbero avere nella sua vita (soprattutto nel caso di Dawn), Jack decide di sbarazzarsene definitivamente seppellendolo: Benny riesce a riemergere dalla terra e compie una strage al lavoro. Lui e altri giocattoli malvagi seguono Jack, Dawn e Richard fino a casa di Jack, dove si consumerà una vera e propria lotta all'ultimo sangue.

## Distribuzione
Presentato in anteprima in alcuni festival nel corso del 2019, il film ha ottenuto una distribuzione cinematografica e on demand soltanto a partire dal 2021. Sempre nel 2021 il film è stato presentato anche in Corea del Sud durante il Bucheon International Fantastic Film Festival.

## Accoglienza
Sull'aggregatore Rotten Tomatoes il film riceve il 81% delle recensioni professionali positive con un voto medio di 7,2 su 10 basato su 31 critiche.